# Warrior (canção)
"Warrior" é uma canção da DJ e artista australiana Havana Brown, gravada para o seu primeiro álbum de estúdio Flashing Lights (2013). Foi lançada como o segundo single do álbum em 27 de setembro de 2013 como um download digital. A canção alcançou a posição 11 na ARIA Singles Chart e a 3ª posição no Australia Dance chart. "Warrior" foi certificado com dupla platina pela Australian Recording Industry Association pelas vendas de 140.000 cópias. Também foi um sucesso nos Estados Unidos, chegando ao número um na parada de canções Hot Dance Club dos Estados Unidos.

## Antecedentes e composição
"Warrior" foi escrita por Jonas Saeed, Niclas Kings, Luciana Caporaso, Nick Clow e Sabi, Jonas Saeed e Niclas Kings também atuando como produtores da música. Discutindo o tema da música com Andrea Simpson do Celebuzz, Brown descreveu "Warrior" como "sobre lutar pelo que você quer, mesmo que as chances estejam contra você... Empurrar para frente quando outras pessoas que temem você estão tentando derrubá-lo". "Warrior" foi lançada digitalmente através do iTunes Store em 27 de setembro de 2013, como o segundo single de Flashing Lights. A faixa foi servida na rádio em 14 de outubro de 2013. Liricamente, Brown está afirmando sua dureza e domínio, afirmando "Eu sou uma guerreira, está no meu DNA/passo a passo, e intervalo por intervalo, ninguém me impede... Ataque como um tigre/Eu fico como um soldado, sim/marchei como uma campeã!"

## Desempenho comercial
"Warrior" estreou no Australian ARIA Singles Chart no número 32 em 12 de outubro de 2013. Depois de passar onze semanas nas paradas, a faixa chegou ao número 11, permanecendo lá por uma semana. "Warrior" também apareceu no ARIA Dance Singles Chart, chegando ao número três entre os vinte primeiros. A gravação foi certificada como dupla platina pela Australian Record Industry Association (ARIA), denotando 140.000 unidades vendidas na Austrália.  A canção mais tarde alcançou a posição número 1 na parada de canções Hot Dance Club dos EUA (Billboard), tornando-se seu quarto número um nessa parada.

## Promoção

### Vídeo de música

Brown lidera seus dançarinos no videoclipe de "Warrior".

O videoclipe de "Warrior" foi lançado no YouTube em 5 de novembro de 2013. Apresenta Brown e seus dançarinos de apoio dançando em vários trajes de soldado guerreiro, incluindo um visto em que Brown está usando algo que lembra ameias da Grécia Antiga. O vídeo também vai e volta entre Brown e seus dançarinos e um close-up de um tambor batendo, acompanhado pelas falas "Vou sentir meu sangue correndo selvagem e jovem; Vou dançar, dançar, dançar ao ritmo do meu tambor/Como uma guerreira."

### As apresentações ao vivo
Em 2013, Brown apresentou "Warrior" no The X Factor Australia e Dancing with the Stars Australia para apoiar as vendas nas paradas do iTunes. Brown também cantou a música quando embarcou em sua turnê Oz em outubro de 2013, que incluiu 12 shows na Austrália, Canadá e Estados Unidos. A excursão terminou em Brisbane em 1 de janeiro de 2014.

## Faixas e formatos
Download digital
1. "Warrior" – 3:46
2. "Warrior" (Cave Kings Remix) – 5:05
3. "Warrior" (Extended Version) – 5:00

Download digital – Remixes
1. "Warrior" (Borgeous Remix) – 4:42
2. "Warrior" (Dave Audé Remix) – 5:50
3. "Warrior" (Urban Mix) – 3:30
4. "Warrior" (Fluke Remix) – 5:43
5. "Warrior" (Kronic Remix) – 3:54
6. "Warrior" (Ashley Wallbridge Remix) – 6:25
7. "Warrior" (Razor N Guido Remix) – 6:53

## Desempenho nas tabelas musicais
| País — Tabela musical (2013) | Melhor posição |
| ---------------------------- | -------------- |
| Austrália (ARIA)             | 11             |
| Austrália Dance (ARIA)       | 3              |

| País — Tabela musical (2013)                      | Melhor posição |
| ------------------------------------------------- | -------------- |
| Estados Unidos (Hot Dance Club Songs – Billboard) | 1              |

| País — Tabela musical (2013)      | Melhor posição |
| --------------------------------- | -------------- |
| Austrália (Singles – ARIA)        | 83             |
| Austrália (Dance Singles – ARIA)  | 44             |
| Austrália (Artist Singles – ARIA) | 11             |

| País — Tabela musical (2014)                      | Melhor posição |
| ------------------------------------------------- | -------------- |
| Austrália (Dance Singles – ARIA)                  | 38             |
| Austrália (Artist Singles – ARIA)                 | 42             |
| Estados Unidos (Hot Dance Club Songs – Billboard) | 40             |

### Certificações
| País             | Certificação | Certificação |
| ---------------- | ------------ | ------------ |
| Austrália (ARIA) | 2× Platina   | 140,000^     |

## Histórico de lançamento
| Região    | Data                   | Formato                    | Versão          | Gravadora                | Ref.          |
| --------- | ---------------------- | -------------------------- | --------------- | ------------------------ | ------------- |
| Austrália | 23 de setembro de 2013 | Download digital streaming | Versão original | Island Records Australia | [ 4 ]         |
| Austrália | 1 de janeiro de 2014   | Download digital streaming | Remixes EP      | Island Records Australia | [ 14 ] [ 21 ] |